# Secret Window
Secret Window är en dramathriller från 2004 med bland andra Johnny Depp.

## Handling
Efter en olycklig separation från sin fru (Maria Bello), uppsöks den berömde deckarförfattaren Mort Rainey (Johnny Depp) vid sin avlägsna sjötomt av en hotfull främling som kallar sig John Shooter (John Turturro). Den hotfulle Shooter hävdar att Rainey har plagierat en av hans historier och kräver rättvisa. När Shooters krav blir till hot - och senare mord - vänder sig Rainey till en privatdetektiv (Charles S. Dutton) för att få hjälp. Men i takt med att de våldsamma hoten blir verklighet, upptäcker Rainey att han inte kan lita på någon i sin omgivning... Och snart märker han att det som han minst anat var sanningen.

## Om filmen
Secret Window regisserades av David Koepp, som även skrivit filmens manus efter en kortroman av Stephen King.

## Rollista (urval)
- Johnny Depp - Morton "Mort" Rainey
- John Turturro - John Shooter
- Maria Bello - Amy Rainey
- Timothy Hutton - Ted Milner
- Charles S. Dutton - Ken Karsch
- Len Cariou - Sheriff Dave Newsome